# Paul César Helleu

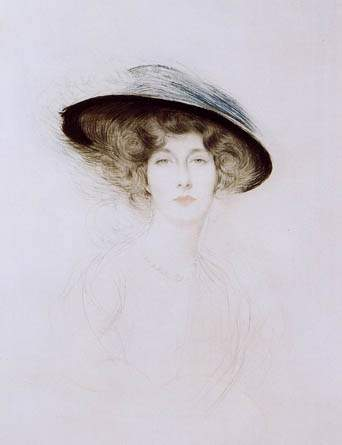
Il cappello con la piuma: Liane de Pougy

Paul César Helleu (Vannes, 17 dicembre 1859 – Parigi, 23 marzo 1927) è stato un pittore francese.

## Biografia
Paul César Helleu nacque il 17 dicembre 1859 a Vannes, in Bretagna, figlio di un Ispettore della Dogana. Dopo la morte del padre, nonostante la disapprovazione di sua madre da poco rimasta vedova, si trasferì diciassettenne a Parigi per studiare al Liceo Chaptal.

Nel 1876 venne ammesso alla Scuola di Belle arti di Parigi nell'atelier di Jean-Léon Gérôme, sebbene ciò che lo attraeva di più era l'attività dei pittori "all'aria aperta". Nella Scuola fece amicizia con gli americani Whistler e Sargent e poi con Monet, che incontrò nella galleria di Paul Durand-Ruel in occasione della seconda mostra degli impressionisti.
All'inizio Helleu sbarcò il lunario lavorando come ceramista, decorando piatti. Fu in quel periodo che conobbe Giovanni Boldini, al quale fu legato da una lunghissima amicizia. Con Jacques-Émile Blanche condivise invece una grande passione per l'Inghilterra, dopo un viaggio a Londra nel 1885. Quello stesso anno fece una prima prova d'incisione con una punta di diamante offertagli da James Tissot.
In quegli anni, Sargent stava diventando un pittore molto noto, riuscendo così ad ottenere importanti commissioni. Al contrario, Helleu faticava a vendere le sue opere; questo lo scoraggiò profondamente, portandolo sul punto di abbandonare l'attività artistica. Ma fu proprio Sargent a convincerlo a continuare, fornendogli anche un consistente aiuto economico.
Nel 1884 Madame Guérin gli commissionò il ritratto della figlia Alice, di 14 anni. Helleu si innamorò perdutamente della fanciulla al punto che, solo due anni dopo, essendo ampiamente ricambiato, la portò all'altare. Alice divenne la sua modella preferita. Affascinante, raffinata ed elegante, lo aiutò ad introdursi nei circoli aristocratici di Parigi.
Nel 1886, quando ormai era stato più volte notato e apprezzato in diverse mostre, assieme a Monet si rifiutò di partecipare all'ottavo Salon, nonostante le insistenze di Degas. 

L'anno seguente Robert de Montesquiou gli acquistò sei incisioni. Da quell'incontro nacque un'amicizia con il collezionista che lo mise in contatto con la contessa Greffuhle: fu l'occasione per inserirsi autorevolmente negli ambienti altolocati parigini. Con l'aiuto di sua moglie Alice, Helleu divenne il ritrattista di moda e uno degli artisti più popolari dell'alta società francese della fine del diciannovesimo secolo.
Nel 1883 iniziò a lavorare ad una serie di vetrate per cattedrali; l'anno dopo cambiò tema e si dedicò al Parco di Versailles. Nel 1897 espose al Salon del Campo di Marte i suoi lavori su Versailles assieme a delle marine.
In questi anni produsse anche la maggior parte delle sue opere più importanti, soprattutto i ritratti di molte delle donne più famose e belle del suo tempo.
Helleu fu per molti aspetti un innovatore che attirò l'ammirazione e la curiosità dei suoi contemporanei. Ad esempio, in contrasto con il gusto corrente dell'epoca che voleva gli interni delle abitazioni di colore scuro e carichi d'ombra, egli nel 1889 fece dipingere di bianco le pareti del suo appartamento.

Anche per questi atteggiamenti fu cercato e richiesto dappertutto: espose a Londra nel 1895 avendo sul catalogo una presentazione di Edmond de Goncourt, cosa che consacrò definitivamente la sua fama.
In quegli anni fece anche la conoscenza di Marcel Proust, presentatogli da Montesquiou, ed ebbe con lui una relazione culturale profonda. Questa ispirò al grande scrittore il personaggio del pittore Elstir, nella sua "Recherche". Quando Proust morì, Helleu incise il suo ritratto sul letto di morte.
Al pari di Elstir, Helleu fu un appassionato del mare. Assaporò così il piacere di essere uno "yachtman", trascorrendo i più bei periodi dei suoi anni a bordo di superbe imbarcazioni, arrivando a possederne fino a quattro. E s'ispirò ugualmente sia ai vestiti delle belle signore eleganti che ai riflessi del cielo e del mare.
Lo "stile Helleu", che caratterizzò l'eleganza, la raffinatezza e la grazia femminile, ottenne un immenso successo anche a Londra e a New York, dove egli si recò diverse volte a partire dal 1902, riportando un vastissimo successo con i suoi ritratti di dame eleganti, finché, nel 1912, gli fu commissionata la decorazione del soffitto dell'atrio del Grand Central Terminal di New York con il tema dei segni zodiacali d'oro su un cielo stellato e una Via Lattea d'argento. Purtroppo l'opera è andata distrutta nel 1930 per il crollo dell'intonaco.
Nel 1904 fu insignito della Legion d'onore, diventando poi membro delle più importanti società di Belle arti, sia a Parigi che a Londra.
Ma all'inizio degli anni venti Helleu capì che le donne non desideravano più essere viste solo nella loro eleganza femminile: la Belle époque era finita. Helleu perse l'ispirazione e si ritirò a vita privata con la famiglia.

Alla fine del 1926 progettò con Jean-Louis Forain una grande esposizione delle sue opere. Ma fu il suo ultimo progetto.
In seguito ad un intervento chirurgico, Helleu morì di peritonite a Parigi, il 23 marzo 1927. Aveva 68 anni e aveva attraversato da protagonista uno dei più affascinanti e disincantati periodi del XX secolo.

## L'opera e i tempi
L'opera di Paul Helleu è costituita da numerosi ritratti dipinti con varie tecniche o incisi. Essi illustrano perfettamente le ambiguità e la precarietà del gusto dell'epoca, quando la frivolezza del presente e il culto del passato dovettero misurarsi con la nascente civiltà dell'industria.

Sua figlia Paulette Howard-Johnston, deceduta nel 2009,  ha lasciato tutta la produzione di Helleu (oli, pastelli, punte secche, disegni etc.) al Museo Bonnat di Bayonne, divenuto così il Museo Bonnat-Helleu.

## Galleria d'immagini

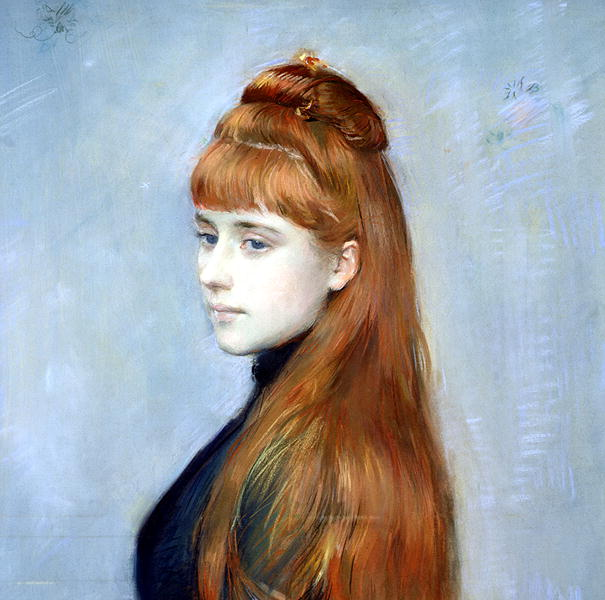
Alice Guerin, futura moglie di Helleu
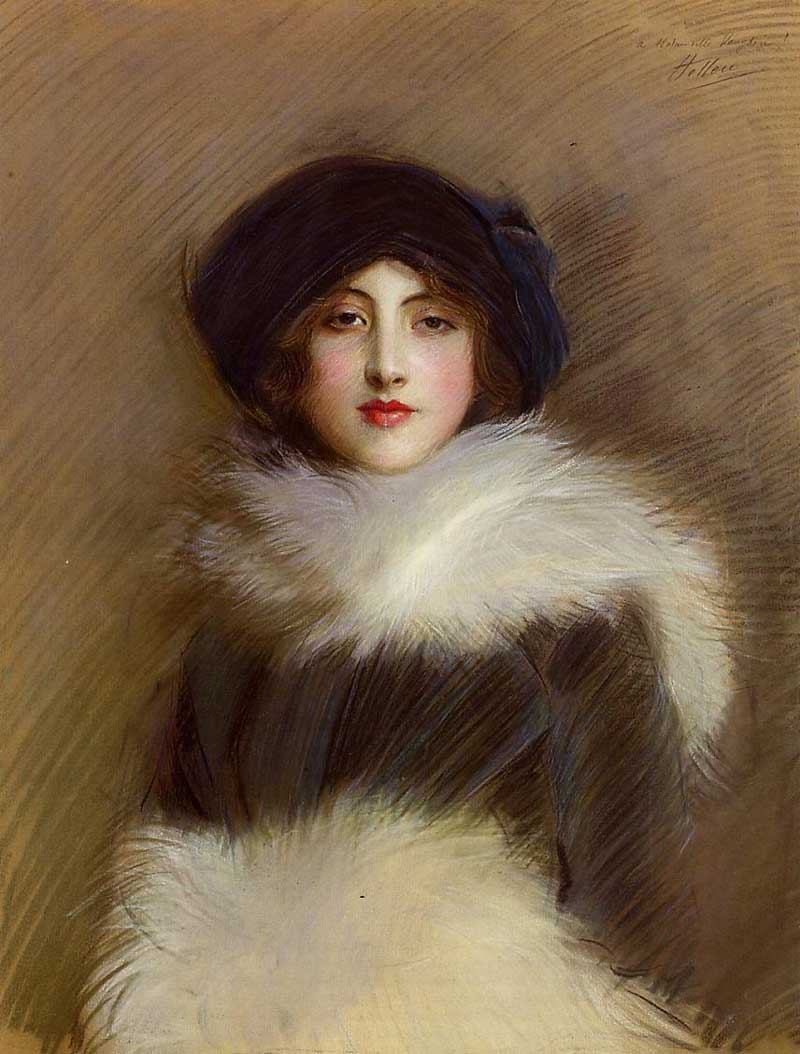
Mademoiselle Vaughan
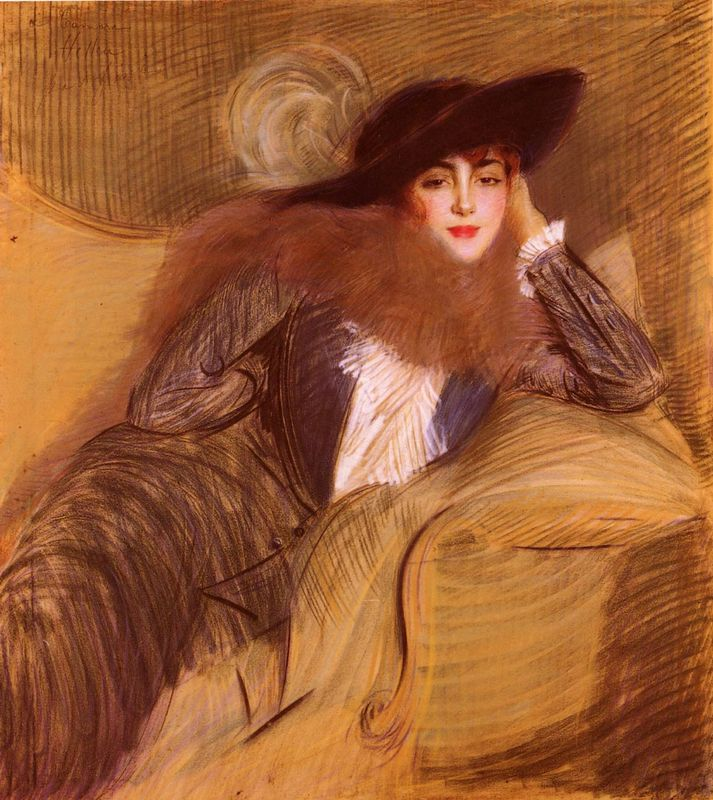
Camara
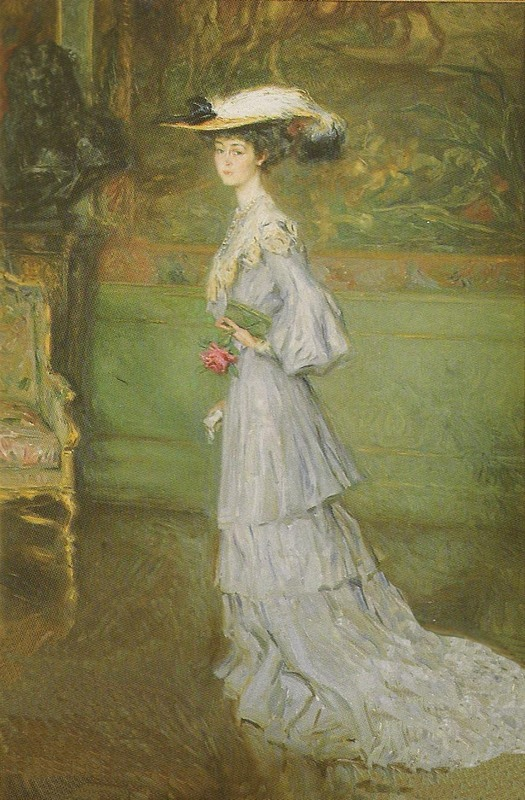
Consuelo Vanderbilt
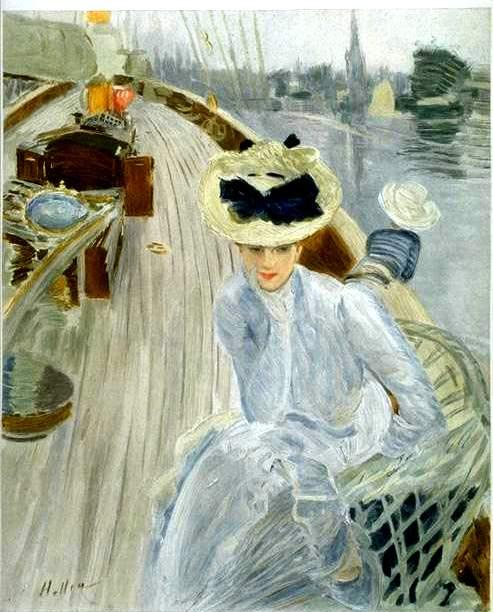
Rêverie
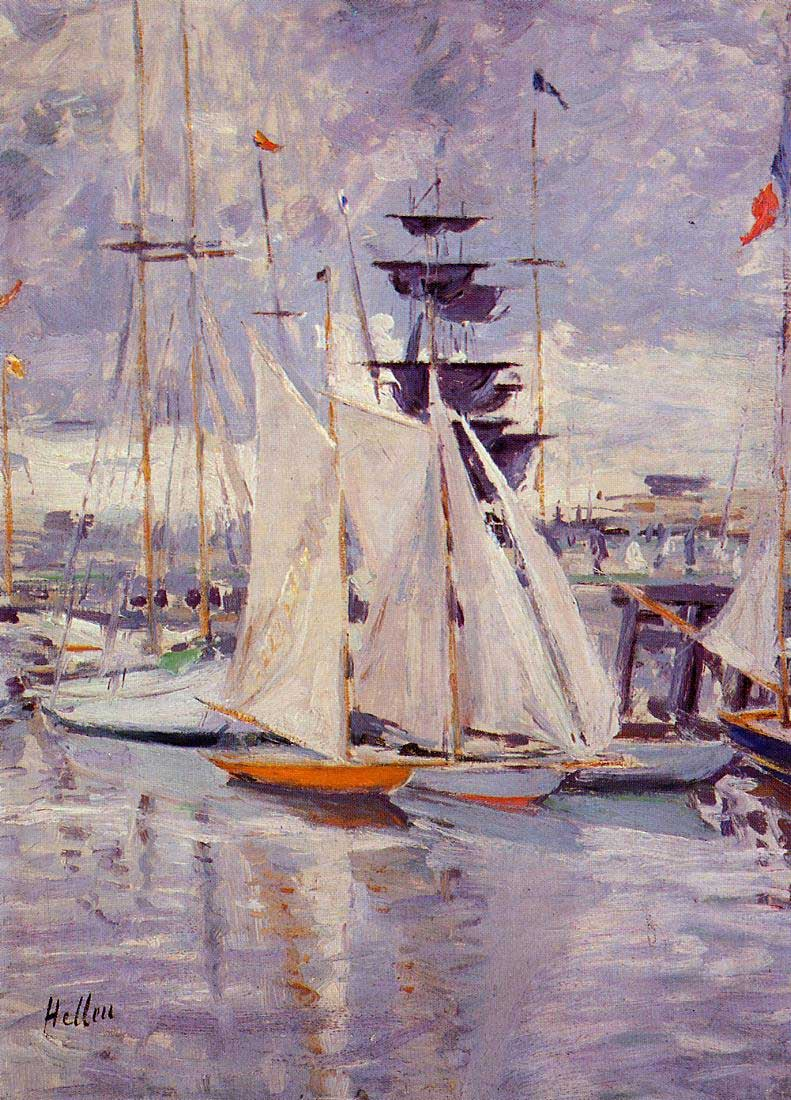
La rada di Deauville
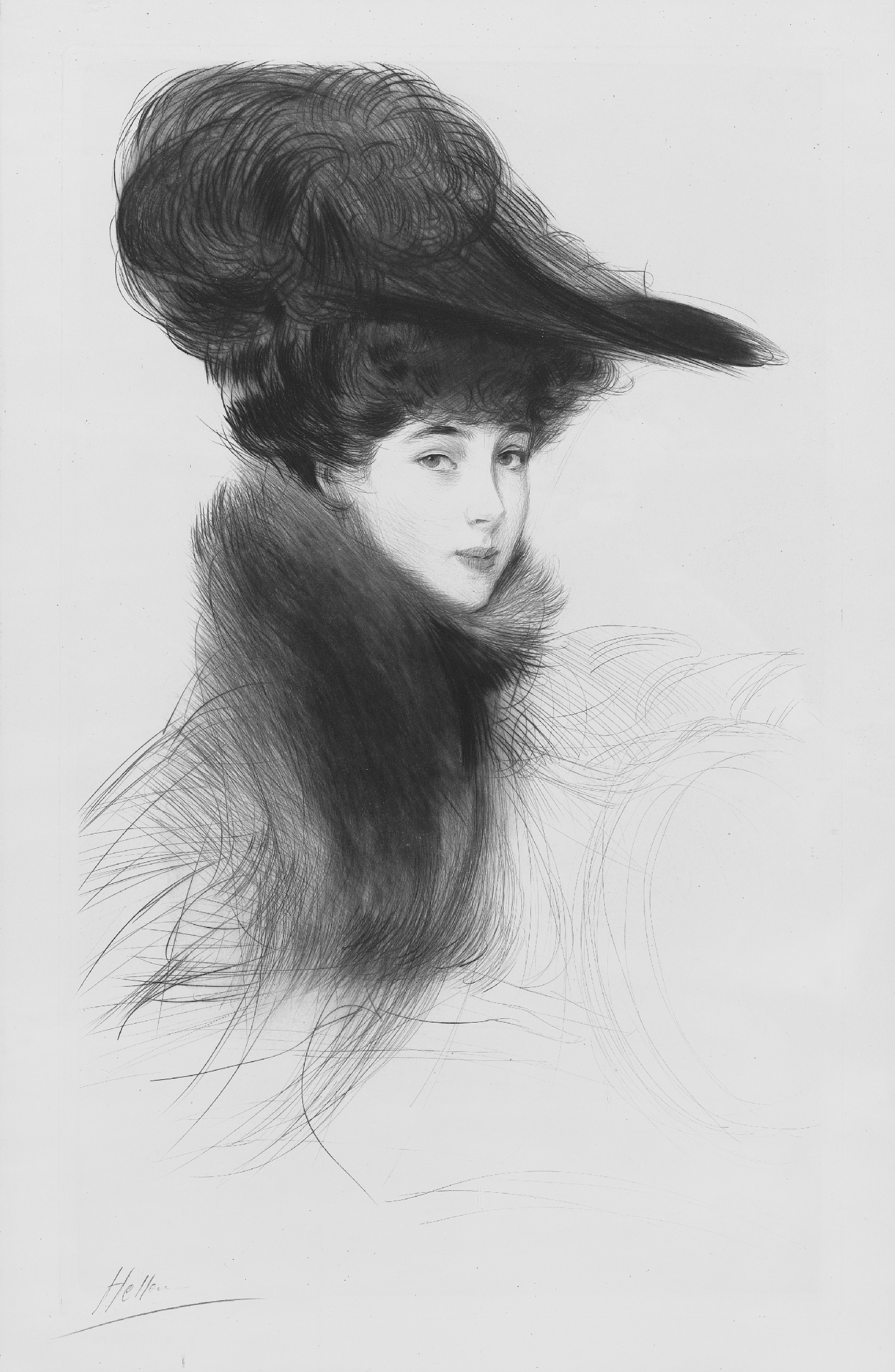
La duchessa di Marlborough
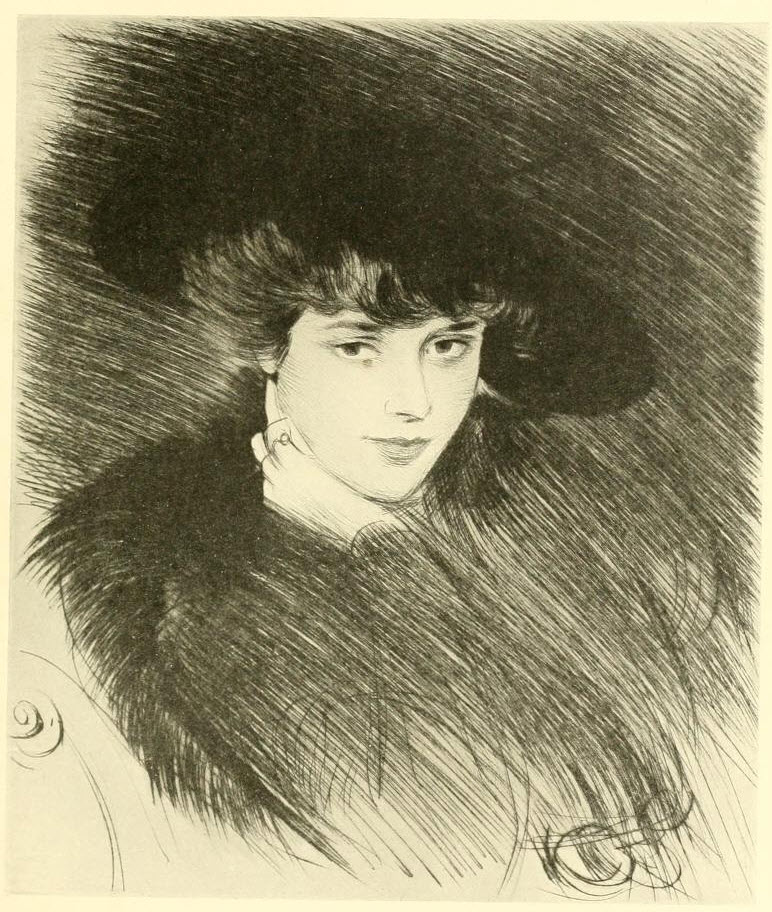
Il mezzo sorriso
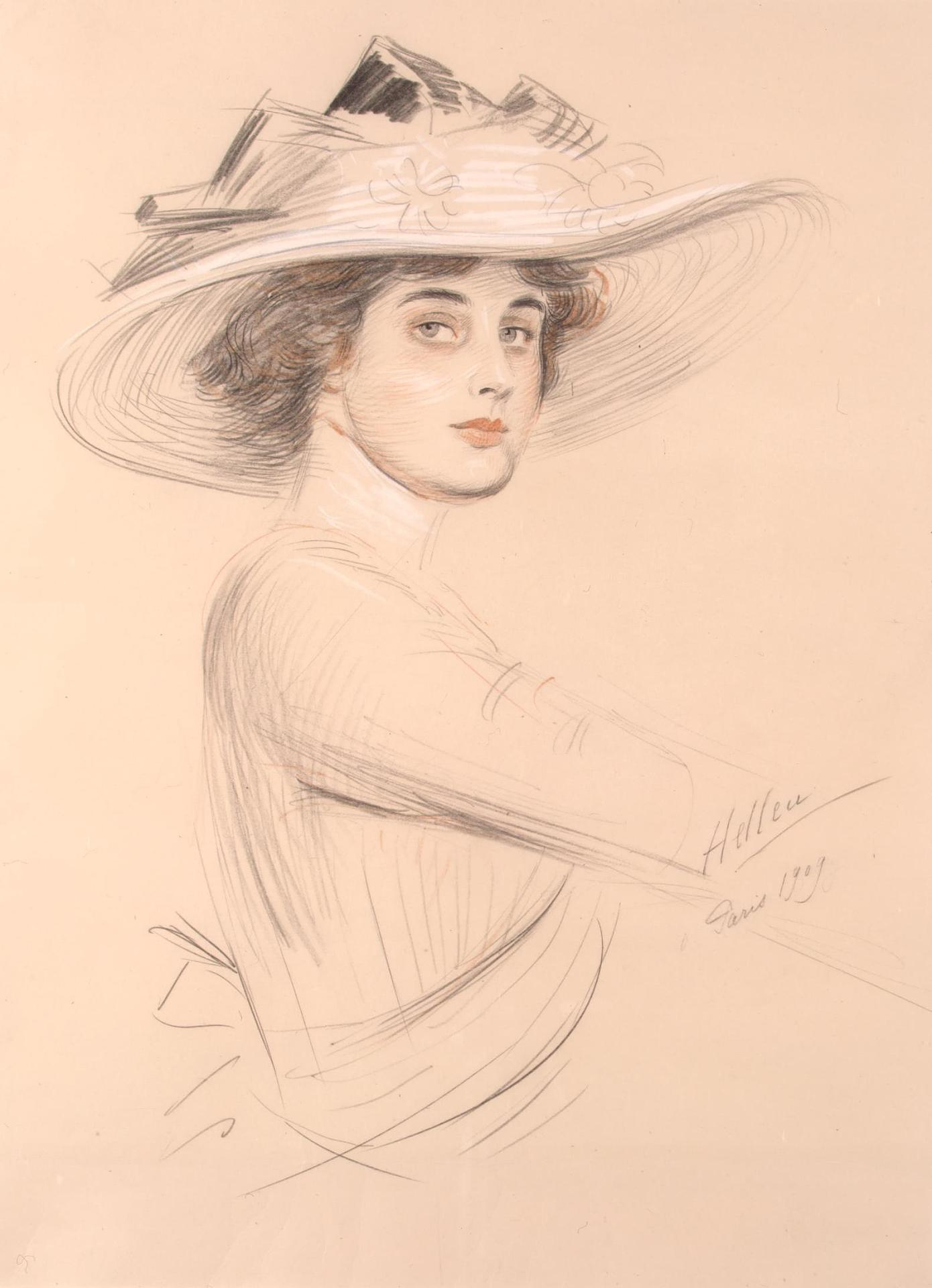
Ritratto di donna
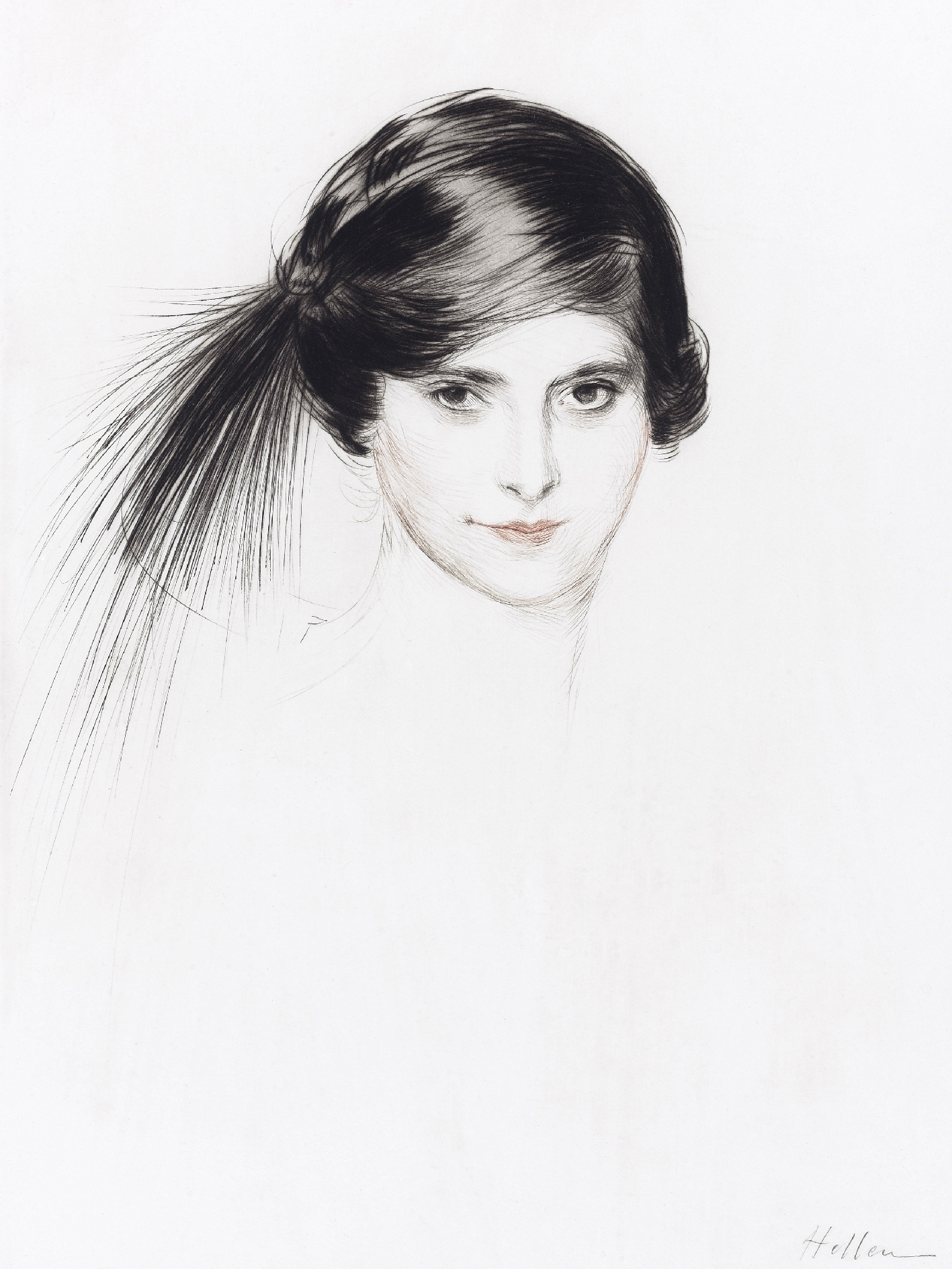
Helena Rubinstein
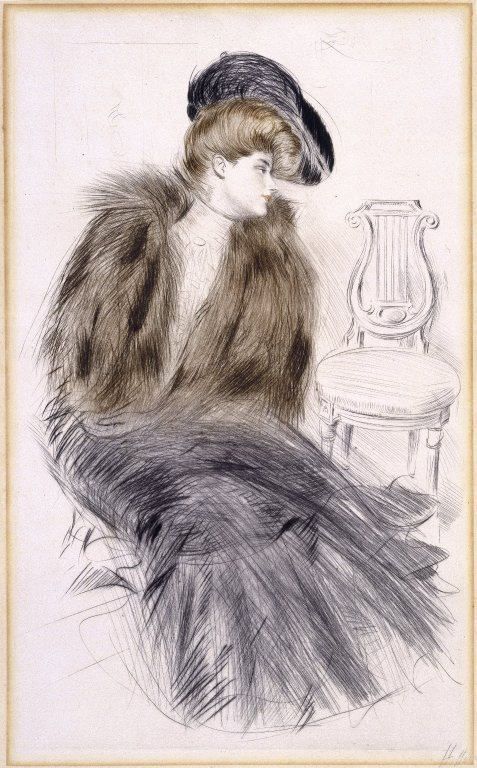
Donna seduta
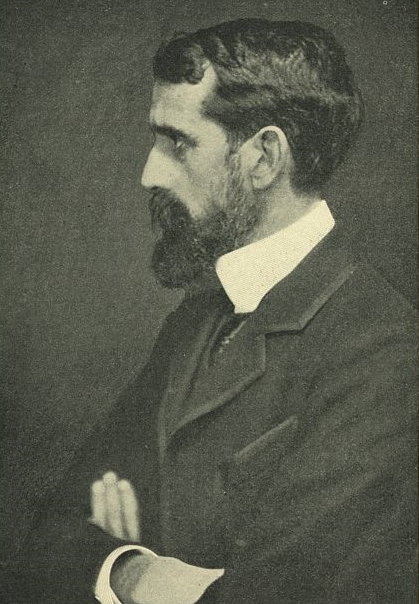
Paul César Helleu 1903

## Fonti e Bibliografia
- Montesquiou, Robert de (1913), Paul Helleu, Peintre et Graveur, Paris: H. Floury.,  facsimile digitale, comprendente 100 pagine di illustrazioni a colori, nell'Internet Archive (anche in OpenLibrary.org)
- Mourey, Gabriel, "Paul Helleu" in Parisian Illustrated Review, volume 10, no. 1 (Gennaio 1901), traduzione di un articolo pubblicato su: Revue Illustrée, da Google Books.
- Alberto Beretta Anguissola, Boldini, Helleu, Sem: protagonisti e miti della Belle Epoque, Edizioni Skira, Milano, 2006
- Frederick Wedmore, Dry-points by Paul Helleu, Ediz. Frederick Keppel & Co., New York, 1900
- Richard Green, Helleu: Paul Cesar Helleu, 1859-1927: An exhibition of oils, pastels and drypoints, Richard Green Gallery, Londra, 1991
- Paul-César Helleu, 1859–1927: Glimpses of the Grace of Women, Ediz.  Knoedler,  New York, 1974
- Paul Helleu: Drypoints,  Ediz. Lumley Cazalet Ltd., Londra, 1992